# The Principle of Evil Made Flesh
The Principle of Evil Made Flesh är Cradle of Filths debutalbum, utgivet 1994. Plattan karakteriseras mer av black metal än den musikaliska stil som blivit Cradle of Filths kännemärke på senare år.

## Låtförteckning
All sångtext är skriven av Dani Filth, alla låtar är komponerade av Cradle of Filth (Filth, Paul Allender, Paul Ryan, Robin Graves, Benjamin Ryan and Nicholas Barker).
| Nr           | Titel                                               | Längd |
| ------------ | --------------------------------------------------- | ----- |
| 1.           | Darkness Our Bride (Jugular Wedding) (instrumental) | 2:00  |
| 2.           | The Principle of Evil Made Flesh                    | 4:34  |
| 3.           | The Forest Whispers My Name                         | 5:06  |
| 4.           | Iscariot (instrumental)                             | 2:33  |
| 5.           | The Black Goddess Rises                             | 6:48  |
| 6.           | One Final Graven Kiss (instrumental)                | 2:15  |
| 7.           | A Crescendo of Passion Bleeding                     | 5:30  |
| 8.           | To Eve the Art of Witchcraft                        | 5:28  |
| 9.           | Of Mist and Midnight Skies                          | 8:10  |
| 10.          | In Secret Love We Drown (instrumental)              | 1:29  |
| 11.          | A Dream of Wolves in the Snow                       | 2:10  |
| 12.          | Summer Dying Fast                                   | 5:39  |
| 13.          | Imperium Tenebrarum (dolt spår)                     | 0:49  |
| Total längd: | Total längd:                                        | 52:34 |

## Medverkande
Cradle of Filth
- Dani Filth – sång
- Paul Allender – gitarr
- Paul Ryan – gitarr
- Robin Graves – basgitarr
- Benjamin Ryan – keyboard
- Nicholas Barker – trummor

Övriga
- Frater Nihil – sång på "Imperium Tenebrarum"
- Darren White (Anathema) – sång på "A Dream of Wolves in the Snow"
- Soror Proselenos – cello
- Andrea Meyer – sång